# Émilien Pelletier (homme politique)
Pour les articles homonymes, voir Émilien Pelletier et Pelletier (homonymie).
Émilien Pelletier, né à Rivière-Bleue, le 13 septembre 1945, est un homme politique québécois et ancien député péquiste à l'Assemblée nationale du Québec. Il représentait la circonscription de Saint-Hyacinthe de 2008 jusqu'à sa défaite face à la candidate caquiste Chantal Soucy à l'élection générale québécoise de 2014.

## Biographie

### Jeunesse et formation
Émilien Pelletier étudie en sciences et lettres au Collège Notre-Dame-des-Champs de Sully, puis en électricité à l'Institut de technologie de Rimouski de 1963 à 1966. Il suit des formations techniques et des formations de gestion chez Hydro-Québec de 1966 à 1997. Il étudie également à l'Université de Montréal et au Collège Édouard-Montpetit dans des domaines liés à l'électricité et l'électronique, ainsi qu'en électrotechnique. Au Cégep de Saint-Hyacinthe, il suit des formations en comportement humain, en informatique de gestion, ainsi qu'en formation à la retraite.

### Carrière
De 1966 à 1997, il est successivement dessinateur, technicien et chef de section en automatisme chez Hydro-Québec. Il enseigne aux adultes à la Commission scolaire Richelieu-Yamaska de 1976 à 1977.
Il est bénévole dans plusieurs organismes de sports et de loisirs à Saint-Hyacinthe de 1977 à 2008. Pendant cette période, il est membre de plusieurs comités, dont le comité pour l'implantation du Centre de dialyse Georgette-Jubinville en 1981 et en 1982, du comité fondateur et du premier conseil d'administration du Centre local de services communautaires des Maskoutains à Saint-Hyacinthe de 1984 à 1986, du Club Optimiste Douville depuis 1986 (en fut président en 1994 et 1995, puis lieutenant-gouverneur en 2000 et 2001), de la Société Saint-Jean-Baptiste de Richelieu-Yamaska de 1991 à 1995, puis secrétaire de 1995 à 2009, des Chevaliers de Colomb. Il est également membre de plusieurs conseils d'administration pendant cette période.

### Politique
De 1967 à 1968, il est membre du Mouvement souveraineté-association. En 1970, il devient militant au sein du Parti québécois. Il est conseiller municipal à Saint-Hyacinthe de 2000 à 2008, puis est élu député du Parti québécois dans cette circonscription en 2008. Il est réélu en 2012. Lors de son mandat, il est vice-président de la Commission des relations avec les citoyens. Il est défait en 2014 par la candidate caquiste Chantal Soucy.